# Handlingar rörande Sveriges äldre, nyare och nyaste historia, samt historiska personer
Handlingar rörande Sveriges äldre, nyare och nyaste historia, samt historiska personer (etwa: Dokumente zur älteren, neueren und jüngsten Geschichte Schwedens sowie zu historischen Persönlichkeiten), kurz Handlingar rörande Sveriges historia (Dokumente zur schwedischen Geschichte) sind eine schwedische große Dokumentenpublikation von Georg Adlersparre (1760–1835), deren vollständige Folge in neun Teilen von einer Gesellschaft herausgegeben in den Jahren 1830–1833 in Stockholm bei L. J. Hjerta erschien.
Die "Dokumente" des Revolutionshelden Georg Adlersparre enthalten vieles über die Revolution von 1809 und auch Adlersparres eigenen Bericht über den Ausbruch der Revolution in Värmland sowie die Korrespondenz zwischen ihm und G. M. Armfelt (1757–1814). 1809 hatte sich der General Georg Adlersparre von Karlstad nach Stockholm begeben, um König Gustav IV. Adolf gefangen zu nehmen, der von einigen hochgestellten Schweden als untauglich betrachtet wurde. Die Veröffentlichung erregte zunächst großes Aufsehen. Besonders heikel waren alle Briefe und Äußerungen zu den Ereignissen von 1809 und seine Angriffe auf kürzlich verstorbene oder noch lebende Personen. Adlersparre wurde auch von verschiedenen Seiten, insbesondere von G. A. Montgomery (1790–1861), heftig angegriffen, und es kam auch zu einem Gerichtsverfahren. Letzterer wurde zu einer medialen Sensation, bei der die damals siebzigjährige Exzellenz Adlersparre persönlich erschien und gewann. Es sind darin auch Briefe und Dokumente enthalten, die sich auf das 17. Jahrhundert, Christina und Karl X. Gustav beziehen. Eine Selbstbiographie Armfelts findet sich in den ersten beiden Teilen (Stockholm, 1830).